# تروجلوكسين

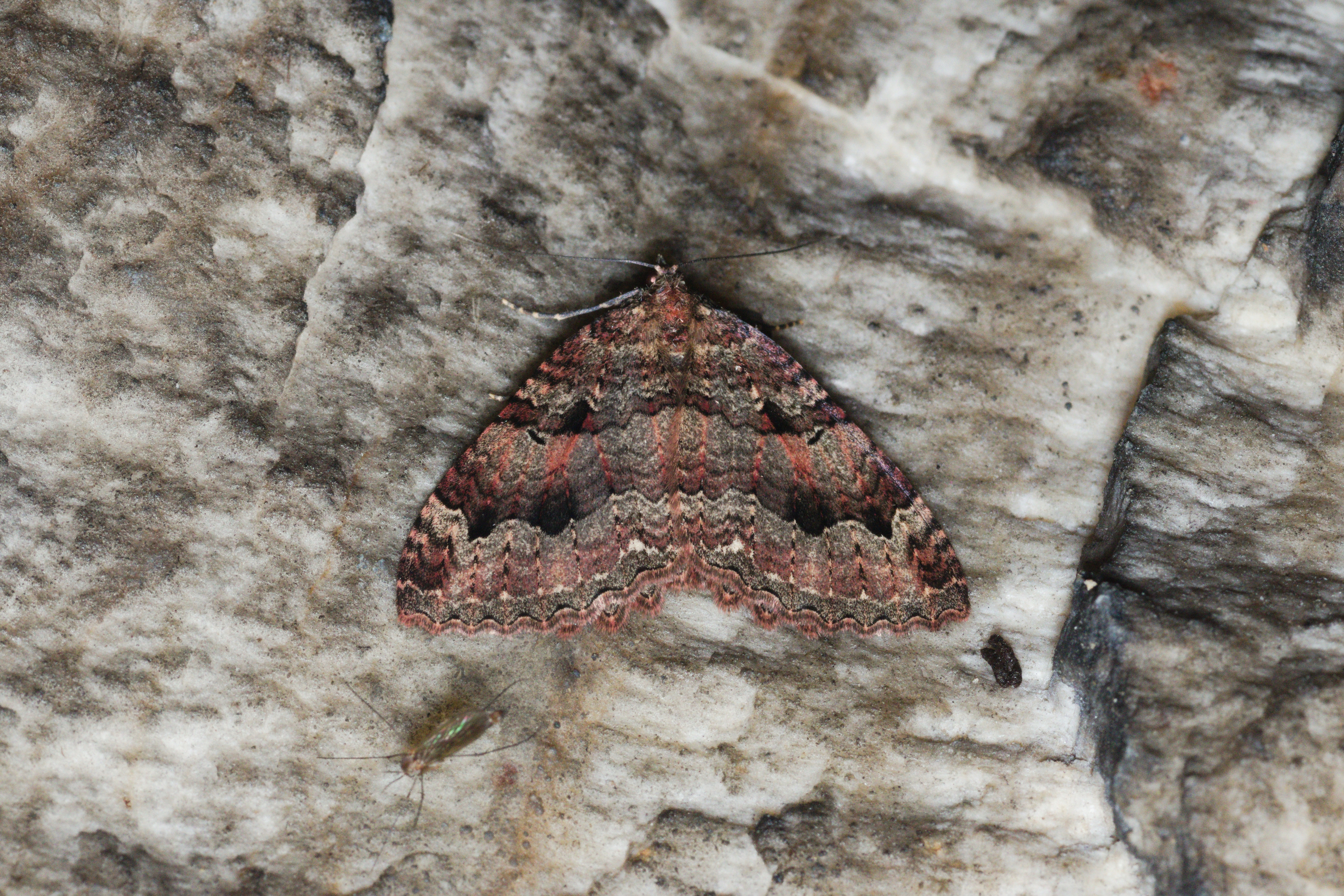
تريفوسا دوبيتاتا على جدار الكهف.

التروجلوكسينات (بالإنجليزية: Trogloxenes)‏أو شبه التروجلوفيلات (subtroglophiles)، و التي تسمى أيضًا ضيوف الكهوف، هي أنواع حيوانية تعيش بشكل دوري في مواطن تحت الأرض مثل الكهوف أو عند مدخله، و لكنها رغم ذلك لا تستطيع العيش حصريًا في مثل هذه الموائل.في نظر العديد من العلماء، فإن التروجلوكسينات وشبه التروجلوفيلات قد تبدو خصائصهما مختلفة قليلاً و لكنهما يتشابهان أيضا، حيث يشمل النوع الأول تلك التي تزور الموائل تحت الأرض من حين لآخر، ويتضمن الأخير تلك التي تعيش بشكل أكثر ديمومة هناك، ولكنها تضطر للخروج للبحث عن الطعام على سبيل المثال.كلاهما على عكس الكائنات التروغلوبايتية التي تعيش في بيئات تحت الأرض بشكل دائم.
من أمثلة أنواع التروجلوكسين/شبه التروجلوكسين: الخفافيش والجرذان والراكون وبعض الحصادات. إضافة إلى ذلك، فاللائحة تضم أيضا العديد من التروغلوكسينات المنقرضة مثل:دببة الكهوف وأسود الكهوف ونمور الكهوف وضباع الكهوف. و حسب المؤشرات العلمية التي يثق بها الجيولوجيون وعلماء الآثار فإنهم يأكدون على أن هذه الحيوانات عاشت هناك في الجزء الأخير من العصر الجليدي الثالث إلى غاية التقدم الجليدي الرابع والأخير، عندما ساد مناخ شبه قطبي مع مناخ تميز بهطول أمطار غزيرة، على الرغم من خلو أوروبا الوسطى من الغطاء الجليدي. وهذا ما يُعرف بالعصر الحجري القديم العلوي عندما كان إنسان نياندرتال ممثلاً للبشرية في أوروبا. وخلال ذلك العصر، تكيفت العديد من الحيوانات آكلة اللحوم تدريجيًا من خلال زيادة الفراء واللجوء أكثر من ذي قبل إلى مأوى الكهوف. فكان دب الكهوف الملقب بدب الكهف هو أكثر الحيونات اعتيادًا على استخدام الكهوف، واحتلها قبل أن يبدأ البشر في القيام بذلك.
يأتي إسم تروجلوكسين من اللغة اليونانية، كلمة "تروغلوس" تعني الكهف و"زينوس" تعني ضيف.